# Dopolavoro Aziendale S.G.E.M. Villafranca
Il Dopolavoro Aziendale S.G.E.M. Villafranca, noto anche come SGEM Villafranca, è stata una squadra di calcio italiana con sede a Villafranca in Lunigiana. Il club ha disputato nella sua storia un campionato di Serie C.

## Storia
La squadra era la rappresentativa dopolavoro della Società Generale Esplosivi e Munizioni, società legata alla Montecatini, che aveva a Villafranca in Lunigiana uno dei siti di produzione. 
Lo S.G.E.M. Villafranca dopo aver superato il Girone B Liguria della Prima Divisione 1941-1942, ottenne l'accesso al girone finale. Il successivo secondo posto nel girone finale della Liguria alle spalle dell'Ilva Novi garantì la promozione nella categoria superiore. 
Il club esordì nella stagione seguente in Serie C, ottenendo l'ottavo posto del Girone F. 
Interrotti i campionati a causa degli avvenimenti bellici della seconda guerra mondiale, durante i quali nel luglio 1944 la fabbrica della S.G.E.M. venne gravemente danneggiata dai bombardamenti alleati, la squadra non era più esistente quando i tornei vennero ripristinati al termine della stessa.